# Моротопитек
Моротопитек (лат. Morotopithecus) — род вымерших миоценовых человекообразных обезьян, впервые найденный в 1960-х годах в Уганде.

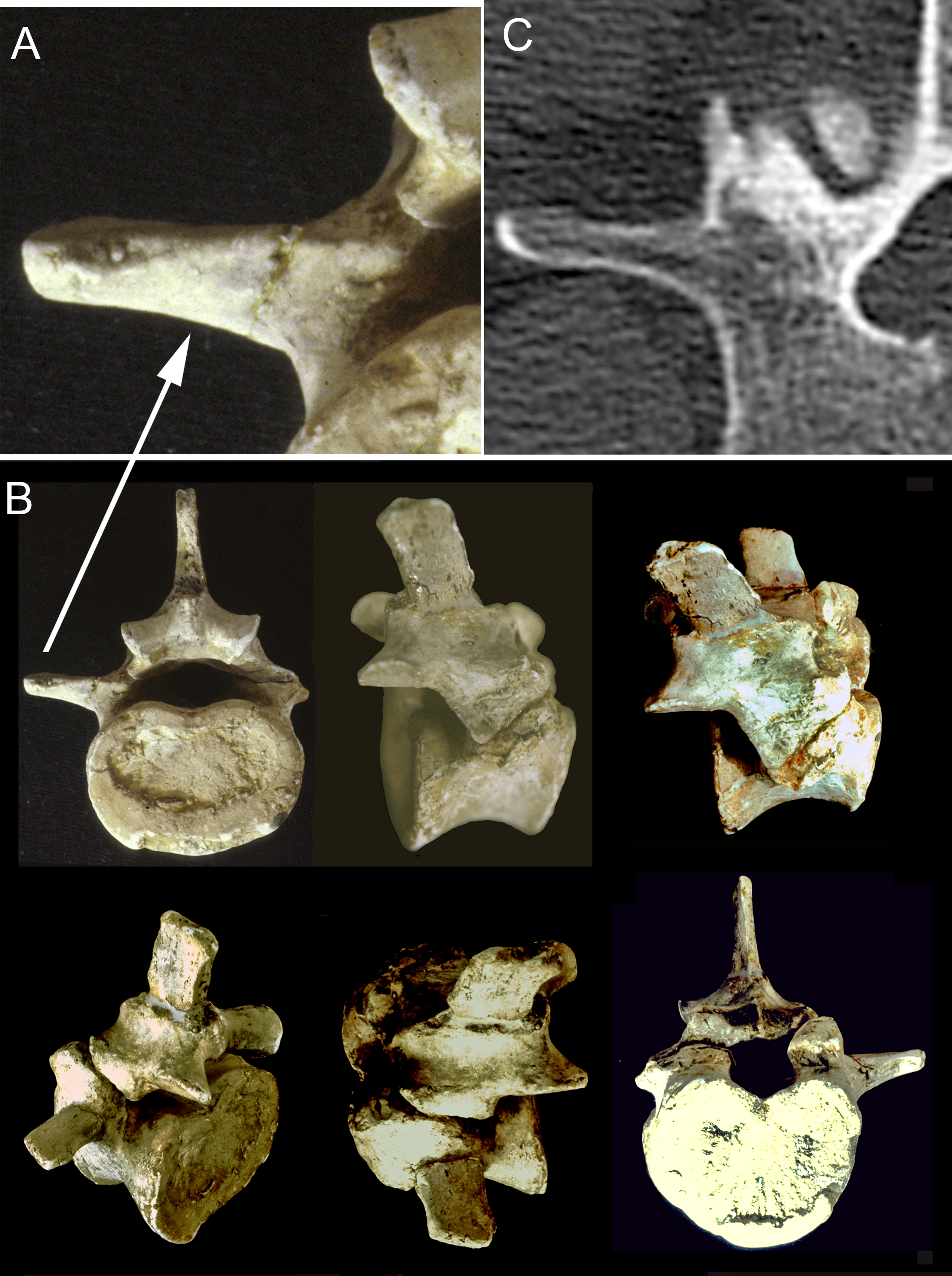
Поясничный позвонок M. bishopi (A, B) по сравнению с человеческим (C)

У единственного известного вида Morotopithecus bishopi (букв. «обезьяна Бишопа из Морото») есть сходство с афропитеком (Afropithecus). Моротопитек имел очень крупные, выступающие вперёд челюсти с большими клыками. Питался плодами. Был около 1,2 м высотой и весил 40—50 кг. Если моротопитек и не наш предок, то похож он на общего предка человека, гиббоновых (сиаманг, хулок, номаскус, гиббоны), орангутанов, горилл и шимпанзе, гораздо больше, чем проконсул (Proconsul). Радиометрическим методом моротопитек был датирован возрастом 20,6 млн лет назад (аквитанский ярус).
У моротопитека, в отличие от четвероногих обезьян, часть поперечных отростков позвонков, к которым крепятся мышцы спины, развёрнута назад, что позволило ему, за счёт тонуса мышц спины, хотя бы частично распрямить спину. Видимо, после моротопитека предки человека уже никогда не были четвероногими.
Некоторые учёные поднимают статус моротопитека до семейства — моротопитециды (Morotopithecidae), либо включают его в семейство проконсулиды (Proconsulidae).